# El tercer hombre (película)
El tercer hombre (título original: The Third Man) es una película británico-estadounidense de cine negro estrenada en 1949 dirigida por Carol Reed. Está protagonizada por Joseph Cotten, Orson Welles y Alida Valli. El guion fue novelizado por Graham Greene. Es considerada una obra maestra: ocupó el puesto 57 en la lista de las mejores películas estadounidenses del American Film Institute en 1998 y ocupó la quinta posición entre las películas estadounidenses clásicas de misterio o thrillers, en una encuesta entre 1500 de sus miembros. Por otra parte, siempre ha figurado entre las cinco primeras de todas las listas de mejores películas británicas de todos los tiempos.

## Sinopsis
Holly Martins (Joseph Cotten), escritor de novelas del oeste pulp, llega a la ruinosa Viena de la posguerra en 1947, cuando la ciudad está aún dividida en cuatro zonas ocupadas por los aliados de la Segunda Guerra Mundial. Holly llega reclamado por un amigo de la infancia, Harry Lime (Orson Welles), que le ha prometido trabajo. Pero el mismo día de su llegada coincide con el entierro de Harry, que ha sido atropellado por un coche. Holly conoce y se siente atraído por Anna, que era novia de Harry. 
Ante una serie de datos contradictorios (unos dicen que hubo dos testigos, otros que tres), Holly comienza a investigar la muerte de su amigo, sospechando que tal vez haya sido asesinado. El jefe de la policía militar británica le demuestra que su amigo se hallaba mezclado en turbios negocios del mercado negro, en concreto en el contrabando de penicilina diluida y por tanto inefectiva.

## Argumento
El mercado negro de bienes de primera necesidad prospera en una Viena deteriorada y empobrecida tras la II Guerra Mundial. Ocupada por los Aliados, se encuentra dividida, como Berlín, en cuatro sectores controlados por cada una de las fuerzas de ocupación: norteamericana, británica, francesa y soviética; estos poderes se reparten el deber de aplicar la ley en la ciudad. El escritor estadounidense de novelas del oeste baratas Holly Martins (Joseph Cotten) llega a la ciudad buscando a su amigo de la infancia, Harry Lime, que le ha ofrecido trabajo. Al llegar, descubre que horas antes Lime ha sido atropellado al cruzar la calle por un camión que circulaba con exceso de velocidad. Martins asiste al funeral de Lime, y allí conoce a dos policías del ejército británico: el sargento Paine (Bernard Lee), admirador de las novelas de Martins, y su superior, el mayor Calloway (Trevor Howard), quien le dice que Lime era un criminal y le sugiere que abandone la ciudad. 
El funcionario Crabbin (Wilfrid Hyde-White), de las fuerzas de ocupación británicas, mal informado por Paine y creyendo que Martins es un autor importante, se acerca a él y le pide que dé una conferencia, y a cambio se ofrece a pagar su alojamiento. Viendo en esto una oportunidad para limpiar el nombre de su amigo, Martins decide permanecer en Viena para investigar el atropello. Entonces recibe una invitación de otro amigo de Lime, el "barón" Kurtz (Ernst Deutsch), quien le dice que él y otro amigo, Popescu (Siegfried Breuer), llevaron a Lime a la acera de la calle, tras el accidente. Según Kurtz, antes de morir Lime les pidió a él y a Popescu que cuidaran de Martins y de Anna Schmidt (Alida Valli), actriz que era novia de Lime.
Con la esperanza de reunir más información, Martins va a ver a Anna actuar en el teatro; ella le sugiere que la muerte de Harry pudo no haber sido accidental. Luego lo acompaña a interrogar al portero del edificio donde vivía Lime. El portero dice que Lime murió de inmediato, de forma que no pudo haber dado ninguna instrucción a sus amigos antes de morir, y también afirma que Kurtz y Popescu no movieron el cuerpo solos, sino que los ayudó un tercer hombre. Martins lo regaña por no haber informado de ello a la policía. Entonces, preocupado por la seguridad de su familia, el portero se indigna y le dice a Martins que no lo involucre. Poco después, la policía, buscando pruebas en el apartamento de Anna, encuentra y confisca su falso pasaporte y la detiene. Anna le dice a Martins que es de nacionalidad checoslovaca y que, si es descubierta por la autoridad rusa, será deportada de Austria.
Martins visita al "consejero médico" de Lime, el doctor Winkel (Erich Ponto), quien dice que llegó al accidente cuando Lime ya había muerto y solo vio presentes a dos hombres. Más tarde, el portero le ofrece en secreto a Martins darle más información, pero es asesinado antes de que Martins acuda a la cita que habían concertado. Cuando Martins llega, sin saber nada del asesinato, un niño, el hijo del portero, lo reconoce por haberlo visto hablando anteriormente con él y lo señala a la multitud congregada en la escena del crimen, que se le vuelve hostil. Habiendo logrado escapar de ellos, Martins regresa al hotel; entonces es forzado a entrar en un taxi. Teme que el taxista lo esté conduciendo a su muerte, pero en realidad lo entrega al club del libro para dar la conferencia prometida al funcionario Crabbin. Sin tener nada preparado, improvisa hasta que Popescu, sentado entre el público, le pregunta sobre su próximo libro. Martins responde que se llamará El tercer hombre, "una historia de asesinato" inspirada en hechos reales. Popescu le dice a Martins que debería seguir con la ficción. Martins ve dos matones que se le aproximan y huye.
Calloway vuelve a recomendar a Martins que abandone Viena, pero este se niega y exige que se investigue la muerte de Lime, porque ya cree que es un asesinato, no un accidente. Calloway revela a regañadientes que Lime había estado robando penicilina de los hospitales militares para revenderla en el mercado negro, tan diluida que muchos pacientes habían muerto. En la Viena de posguerra los antibióticos eran nuevos y escasos fuera de los hospitales militares, por lo que alcanzaban un precio muy alto. Las pruebas de Calloway convencen a Martins que, desilusionado, acepta abandonar Viena.

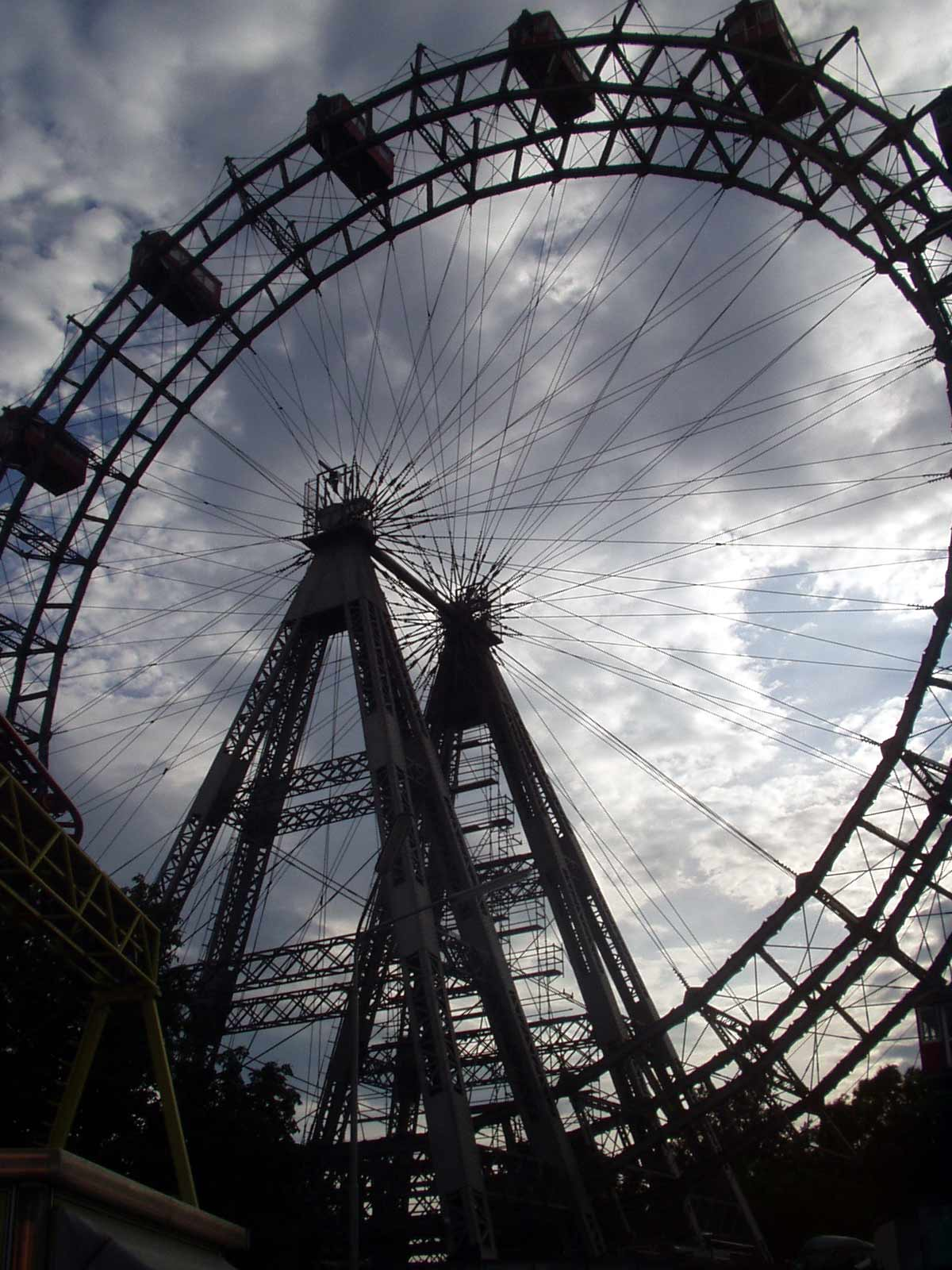
La Noria de Viena, una de las localizaciones usadas en la película.

Martins visita a Anna para despedirse y descubre que también sabe de las fechorías de Lime, pero sus sentimientos hacia él no han cambiado. Anna le comunica que va a ser deportada. Al salir de su apartamento, Martins se da cuenta de que alguien mira desde una puerta oscura; una ventana repentinamente iluminada por un vecino revela brevemente que esa persona oculta en el umbral es el «difunto» Harry Lime (Orson Welles), quien huye a pesar de las llamadas de Martins y desaparece de forma inexplicable. Este se lo cuenta a Calloway, que deduce que Lime ha escapado por las alcantarillas. La policía británica exhuma de inmediato el ataúd de Lime y descubre que el cuerpo es el de Joseph Harbin, un enfermero que robó penicilina para Lime y que desapareció tras convertirse en confidente.
Al día siguiente, Martins va a visitar a Kurtz y exige ver a Lime, que sale a su encuentro. Suben a la noria de Viena, donde Lime amenaza veladamente la vida de Martins, aunque depone su actitud cuando Martins le dice que la policía ya sabe que su muerte y funeral fueron un engaño. En un monólogo sobre la insignificancia de sus víctimas, Lime revela toda la extensión de su amoralidad. De nuevo ofrece trabajo a Martins y se va. Calloway pide a Martins que le ayude a atraer a Lime para capturarlo y Martins acepta, pero pide a cambio que Anna pueda salir de Viena a salvo. Sin embargo, Anna se niega a marcharse, y se mantiene leal a Lime; exasperado, Martins decide marcharse solo de Viena, pero cambia de opinión cuando Calloway le muestra a los niños que han sido víctimas de la penicilina diluida de Lime, al quedar sus cerebros dañados irreparablemente por la meningitis.
Lime acude a la cita con Martins, pero Anna, aún leal a Lime, llega y le advierte justo a tiempo de la trampa. Entonces Lime intenta escapar de nuevo por las alcantarillas, pero la policía lo persigue también en ellas. Lime dispara y mata a Paine, pero Calloway dispara y lo hiere de muerte. Aún vivo, Lime se arrastra por una escalera hasta una tapadera enrejada de alcantarilla que da a la calle, pero no puede levantarla. Martins recoge el revólver de Paine, sigue a Lime y lo alcanza; entonces vacila. Lime lo mira y asiente con la cabeza. Se oye un disparo. Más tarde, Martins asiste al segundo entierro de Lime. A riesgo de perder su vuelo de salida de Viena, Martins espera en el cementerio para hablar con Anna, pero ella pasa de largo a su lado sin mirarlo siquiera y se aleja en la distancia.

## Reparto
- Joseph Cotten - Holly Martins
- Alida Valli - Anna Schmidt
- Orson Welles - Harry Lime
- Trevor Howard - Mayor Calloway
- Bernard Lee - Sargento Paine
- Wilfrid Hyde-White - Crabbin
- Erich Ponto - Dr. Winkel
- Ernst Deutsch - Barón Kurtz
- Siegfried Breuer - Popescu
- Paul Hörbiger - Karl, portero de Harry Lime
- Hedwig Bleibtreu - Casera de Anna
- Robert Brown - Policía militar británico
- Alexis Chesnakov - Brodsky
- Herbert Halbik - Hansl
- Paul Hardtmuth - Portero de Sacher
- Geoffrey Keen - Policía militar británico
- Eric Pohlmann - Camarero
- Annie Rosar - Esposa del portero Karl

## Producción
Aunque desde el primer momento le propusieron escribir el guion de una película ambientada en la Viena de posguerra, con la firme presencia de las cuatro potencias ocupantes, Graham Greene optó por escribir previamente la trama en forma de novela. Aquel era el único modo, aseguraba, de poder planificar el guion, el cual sería posteriormente elaborado por el propio novelista y por el productor, Alexander Korda. Greene siempre defendió que la versión de la película era mucho mejor que la del libro (incluido el final, que es distinto), lo cual no impidió que este fuera editado de todas maneras y se convirtiera en un clásico. El contrabando de penicilina diluida en Viena se inspiraba en hechos reales conocidos por Graham Greene a través del espía vienés Peter Smollett:
La historia del tráfico de penicilina se basaba en una sórdida verdad, tanto más sórdida cuanto que muchos de los traficantes eran inocentes, a diferencia de Lime. Un cirujano a quien yo conocía llevó a dos amigos a ver la película y le sorprendió que les deprimiera un film que a él le había divertido. Ellos le contaron que, al final de la guerra, cuando estaban con la Royal Air Force en Viena, ambos habían traficado con penicilina. Nunca se les habían ocurrido las consecuencias de aquella ratería hasta que vieron en la película la escena del hospital de niños, en el que se usaba penicilina aguada.
El guion del escritor existencial Greene pergeña magistralmente la amoralidad del oculto personaje principal, Harry Lime, tras el desmoronamiento del idealismo que supuso la II Guerra Mundial: «Hoy en día nadie piensa en términos de seres humanos; los gobiernos no lo hacen ¿por qué nosotros sí? Hablan del pueblo y del proletariado, y yo de los tontos y los peleles, que viene a ser lo mismo; ellos tienen sus planes quinquenales, yo también». El aporte de Orson Welles al conjunto de la película parece evidente. Welles, que tenía problemas con sus producciones en Hollywood, decidió dar el salto a Europa, donde dirigió y colaboró en varios proyectos, entre ellos este filme de Carol Reed. Su primera aparición en pantalla (el movimiento de una lámpara que muestra a Harry Lime ante la sorprendida cara de Cotten) ha sido considerada como la mejor presentación de un personaje en un filme. Destacan además rasgos expresionistas como los planos holandeses de Carol Reed, el plano secuencia del final y las escenas de la noria y de la persecución subterránea por las alcantarillas de Viena, igualmente memorables. También es suya una aportación al guion; hacía falta una frase para concluir la escena de la noria, y Orson Welles se acordó de algo que había leído:
Recuerda lo que dijo nosequién: en Italia, en treinta años de dominación de los Borgia, hubo guerras, matanzas, asesinatos... Pero también Miguel Ángel, Leonardo y el Renacimiento. En Suiza, por el contrario, tuvieron quinientos años de amor, democracia y paz. ¿Y cuál fue el resultado? ¡El reloj de cuco!.
- Fue rodada en London Film Studios (Shepperton, Inglaterra).[11] Los exteriores se rodaron en Austria.[12]
- La música de Anton Karas, interpretada por él mismo en cítara, fue un éxito y llegó a los primeros lugares en 1950.[13]
- También es de destacar la fotografía en blanco y negro y los exteriores seleccionados, que muestran diversas facetas de la ciudad de Viena, como la Noria de Viena del Prater o las alcantarillas vienesas, marco de la famosa escena de la persecución final.

## Premios y candidaturas

### Premios Óscar
Premio Óscar 1951:
- a la mejor fotografía en blanco y negro (Robert Krasker)[14]

### Premios BAFTA
Premio BAFTA 1950:
- a la mejor película británica[15]

### Premio del Festival de Cannes
Premio del Festival de Cannes 1949:
- Gram Premio (Carol Reed)[16]

### Candidaturas
Premio Óscar 1951:
- al mejor director (Carol Reed)[14]
- al mejor montaje (Oswald Hafenrichter)[14]

Premio BAFTA 1950:
- al mejor filme de cualquier origen[15]

Premio Directors Guild of America 1950:
- a la extraordinaria prestación en dirección – cine (Carol Reed)

- Forma parte del AFI's 10 Top 10 en la categoría de "Películas de misterio".[17]

- Forma parte del AFI's 100 años... 100 películas en el puesto número 57.